# Fádhia Salomão
Fádhia Salomão (Corbélia, 8 de novembro de 1978) é uma premiada diretora e roteirista brasileira. Formada em Imagem e Som pela Universidade Federal de São Carlos (2005) e com mestrado em Desenvolvimento de Projetos Cinematográficos pela Escola Superior de Teatro e Cinema de Lisboa (2021), Fádhia atua no cinema independente, com trabalhos que incluem documentários, ficções e animações.

## Carreira
Fádhia Salomão dirigiu e roteirizou diversos filmes de curta-metragem, tais como Clandestinas (2014), documentário que mistura relatos verídicos, interpretados por atrizes, aos depoimentos de mulheres que passaram pela interrupção da gestação; Claudete e o Bolo (2020), animação em stop motion premiada como Melhor Animação no Festival Diógenes, na Geórgia, e Melhor Roteiro no Festival de Cinema de Caruaru; Cinco Histórias Ou Mais (2021), curta-metragem experimental que recebeu o Prêmio Especial do Júri no XII Festival Internacional de Cinema da Fronteira em Bagé, Rio Grande do Sul; Rubicão (2022), entre outros.
Além de dirigir e escrever, Fádhia trabalhou como continuísta em produções cinematográficas como O Diabo na Rua no Meio do Redemunho (2023), dirigido por Bia Lessa, Todas as Canções de Amor (2017), dirigido por Joana Mariani, e A Busca, dirigido por Luciano Moura. 
Também colaborou em séries de TV, como Alice (2007), dirigido por Karim Aïnouz, Família Imperial (2011), com direção geral de Cao Hamburger e Som e Fúria (2009), com direção geral de Fernando Meirelles, e no projeto de teledramaturgia Direções, na TV Cultura (2008-2009), ao lado de importantes diretores de teatro como Georgette Fadel e Rodolfo García Vásquez.

## Prêmios
- Melhor Animação no Festival Diógenes (Geórgia) por Claudete e o Bolo (2020).[10]
- Melhor Roteiro no Festival de Cinema de Caruaru por Claudete e o Bolo (2020).
- Finalista no Festival comKids - Prix Jeunesse Iberoamericano por Claudete e o Bolo (2021).
- Menção Honrosa no Golden FEMI Film Festival por Claudete e o Bolo (2024).
- Prêmio Especial do Júri no XII Festival Internacional de Cinema da Fronteira em Bagé por Cinco Histórias ou Mais (2021).[12]

## Filmografia

### Realizadora e Roteirista
- Intimidade - Ficção, curta-metragem.
- Rubicão - Ficção, curta-metragem.
- Cinco Histórias ou Mais - Experimental, curta-metragem.[14]
- Claudete e o Bolo - Animação em stop motion, curta-metragem.[15][16][17]
- De Carona - Documentário.

### Realizadora
- Ponto Atrás - Ficção, curta-metragem.
- Clandestinas - Documentário, curta-metragem.[18][19]
- Wander Wildner "O que é tristeza para você?" - Mini-documentário.

### Continuísta
- O Diabo na Rua no Meio do Redemunho - dirigido por Bia Lessa
- Todas as canções de amor - dirigido por Joana Mariani
- Real: a história por trás do plano - dirigido por Rodrigo Bittencourt
- Carrossel 2: o sumiço de Maria Joaquina - dirigido por Maurício Eça
- O Roubo da Taça - dirigido por Caíto Ortiz
- Os Homens São de Marte... e É pra Lá que Eu Vou! - dirigido por Marcus Baldini
- A Busca - dirigido por Luciano Moura
- Rosa Morena - dirigido por Carlos Augusto de Oliveira
- Família Imperial - direção geral de Cao Hamburger
- Som e fúria - direção geral de Fernando Meirelles
- A performance - dirigido por Mauro Baptista Vedia e Luis Dantas
- Além do Horizonte - dirigido por Rodolfo García Vázquez
- O telescópio-x - dirigido por Eduardo Tolentino
- Uma escada para a lua - dirigido por Bete Dorgam
- Requiem - dirigido por Maucir Campanholli
- Vou-me - dirigido por Georgette Fadel
- Alice - direção geral de Karim Aïnouz